# 千原台站

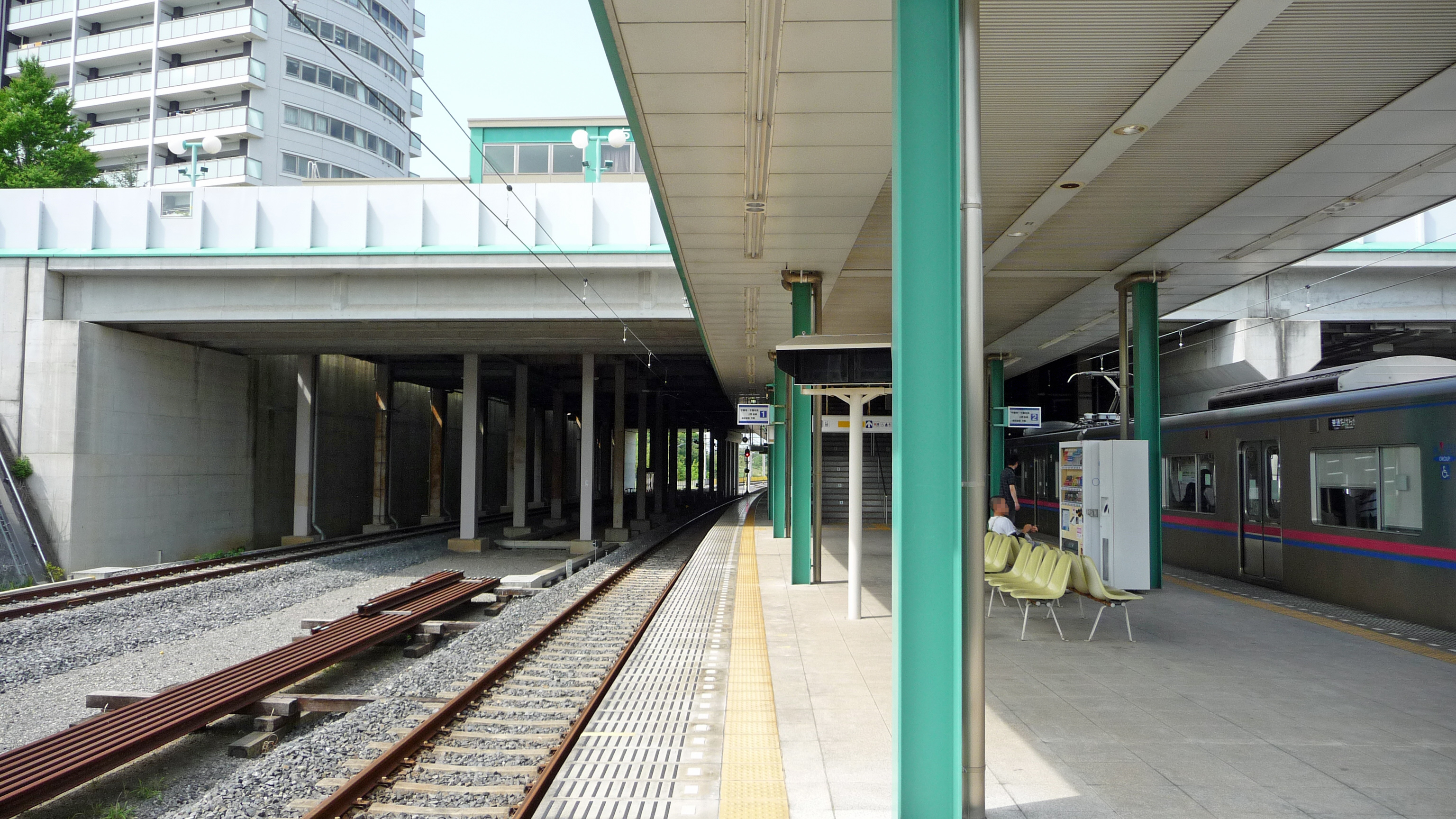
月台，左側是未來擴充線路的保留空間（2011年5月21日）

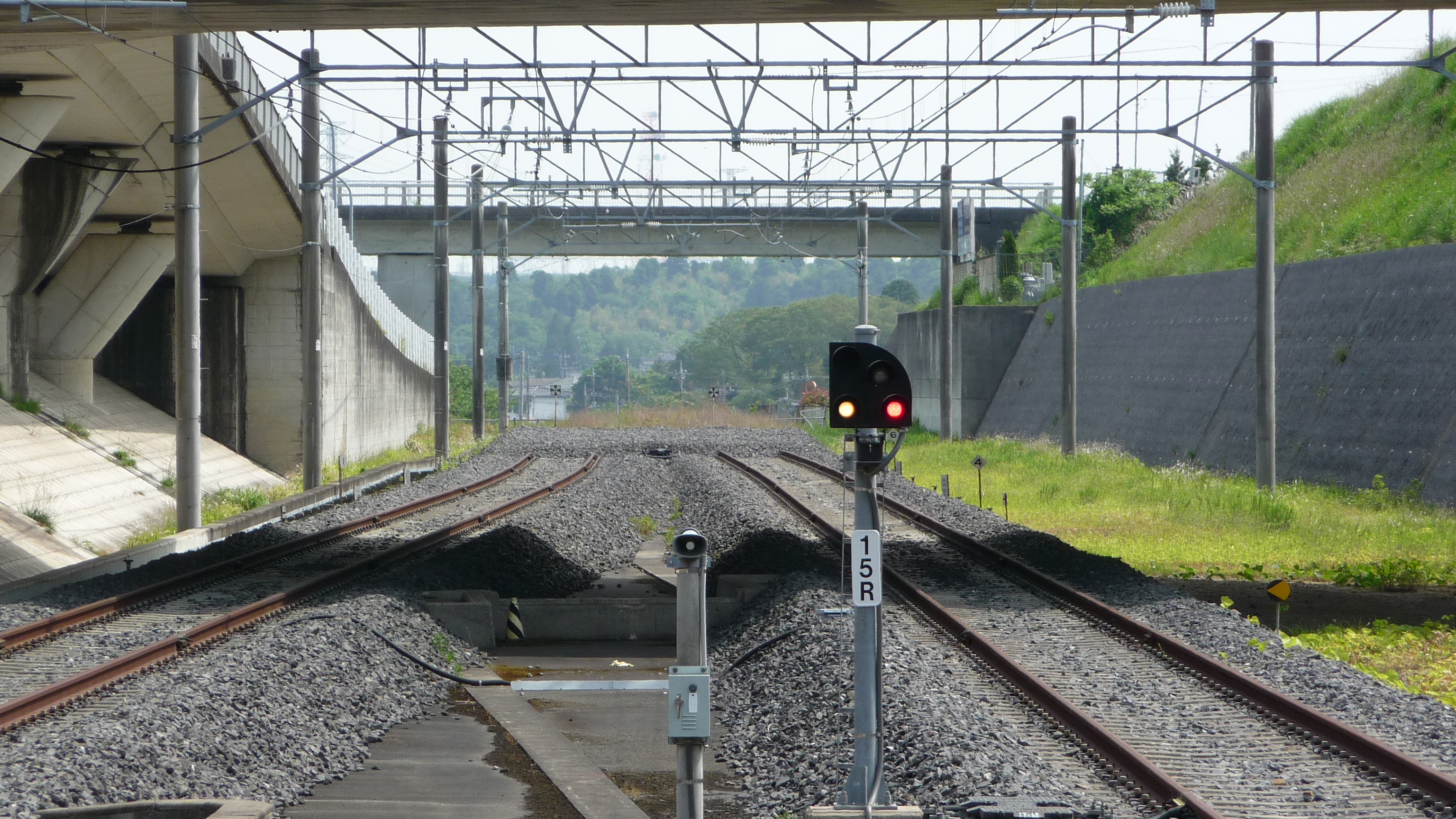
月台終點（2011年5月21日）

千原台站（日语：／ Chiharadai eki */?）是一個位於千葉縣市原市千原台西一丁目，屬於京成電鐵千原線的鐵路車站。千原線的終點站。車站編號是KS65。
此站是京成電鐵在市原市內唯一的車站，車站往北側步行約200公尺即為千葉市綠區。臨時站名是以漢字而非平假名表記的。

## 歷史
- 1995年（平成7年）4月1日 - 千葉急行電鐵大森台站～本站通車[1]。
- 1998年（平成10年）10月1日 - 千葉急行電鐵事業轉讓給京成電鐵，本站成為京成電鐵千原線車站。
- 2010年（平成22年）3月20日 - 電梯與多功能廁所啟用。

## 車站
本站是島式月台1面2線的土塹式地下車站。(學園前站管理。)
車站前後保留月台延伸的空間。
現在是千原線的終點。過去曾計畫往海士有木方向延伸的計畫，本站有保留擴充成2面3線的用地。雖然已保留本站南側線路終點至村田川的路廊用地，但延伸計畫已因千葉急行電鐵解散宣告中止。此外，站旁有一條保線車輛用的側線。
廁所在付費區內大廳。2010年3月。站內電梯啟用。

### 月台配置
| 月台 | 路線   | 目的地                                     |
| ---- | ------ | ------------------------------------------ |
| 1、2 | 千原線 | 千葉寺、千葉中央、船橋、上野、成田機場方向 |

## 使用情況
- 京成電鐵 - 2016年度1日平均上下車人次為5,716人[利用客数 1]。
京成線全部69個車站當中排行第47位。

近年1日平均上下車、上車人次推移如下表。
| 年度               | 1日平均 上下車人次 | 1日平均 上車人次 | 來源              |
| ------------------ | ------------------ | ---------------- | ----------------- |
| 1995年（平成07年） |                    | 1,076            | [ 千葉県統計 1 ]  |
| 1996年（平成08年） |                    | 1,267            | [ 千葉県統計 2 ]  |
| 1997年（平成09年） |                    | 1,440            | [ 千葉県統計 3 ]  |
| 1998年（平成10年） |                    | 1,641            | [ 千葉県統計 4 ]  |
| 1999年（平成11年） |                    | 1,749            | [ 千葉県統計 5 ]  |
| 2000年（平成12年） |                    | 1,818            | [ 千葉県統計 6 ]  |
| 2001年（平成13年） |                    | 1,781            | [ 千葉県統計 7 ]  |
| 2002年（平成14年） | 3,622              | 1,775            | [ 千葉県統計 8 ]  |
| 2003年（平成15年） | 3,704              | 1,815            | [ 千葉県統計 9 ]  |
| 2004年（平成16年） | 3,840              | 1,885            | [ 千葉県統計 10 ] |
| 2005年（平成17年） | 3,910              | 1,913            | [ 千葉県統計 11 ] |
| 2006年（平成18年） | 4,094              | 1,993            | [ 千葉県統計 12 ] |
| 2007年（平成19年） | 4,680              | 2,287            | [ 千葉県統計 13 ] |
| 2008年（平成20年） | 4,862              | 2,387            | [ 千葉県統計 14 ] |
| 2009年（平成21年） | 4,900              | 2,406            | [ 千葉県統計 15 ] |
| 2010年（平成22年） | 5,044              | 2,490            | [ 千葉県統計 16 ] |
| 2011年（平成23年） | 5,083              | 2,522            | [ 千葉県統計 17 ] |
| 2012年（平成24年） | 5,112              | 2,531            | [ 千葉県統計 18 ] |
| 2013年（平成25年） | 5,133              | 2,542            | [ 千葉県統計 19 ] |
| 2014年（平成26年） | 5,213              | 2,582            | [ 千葉県統計 20 ] |
| 2015年（平成27年） | 5,429              | 2,691            |                   |
| 2016年（平成28年） | 5,716              |                  |                   |

備註
1. ↑  1995年4月1日開業。

## 車站周邊
車站位於新市鎮千原台地區的西側。站前廣場有條往譽田站方向的步道「上總之道」。
- 帝京平成大學（日语：帝京平成大学）
- 帝京平成護理短期大學
- 千原台公園
- 堂坂公園
- 本千葉鄉村俱樂部
- Unimo千原台（日语：ユニモちはら台）
  - US CINEMA（日语：USシネマ）千原台
- 村田川（日语：村田川）
- 市原市役所（日语：市原市役所）千原台支所
- 市原千原台郵便局
- 行光寺

### 路線巴士
最近的巴士站是站前圓環的千原台站與車站南側的千原台站入口。以下路線由小湊鐵道、千葉中央巴士、平和交通、西岬觀光運行。

#### 千原台站
- 往鎌取站（南口）行＜小湊鐵道、千葉中央巴士（日语：千葉中央バス）＞
- 往千原台東交差點 ※週六日1日1班
- 往千葉勞災醫院 ※週六日1日1班
- 往五井站 ※平日1日4班
- 往帝京平成大學（日语：帝京平成大学）
- 高速巴士 往東京站八重洲口、銀座站（數寄屋橋（日语：数寄屋橋））、東雲永旺前（My Town Liner）＜平和交通、西岬觀光＞

#### 千原台站入口
- 往千葉站
- 往喜多
- 往和樂之鄉
- 往LONGWOOD STATION（日语：ロングウッドステーション）

## 相鄰車站
京成電鐵
 千原線
生實野（KS64）－千原台（KS65）

## 外部連結
- 千原台｜電車與車站資訊｜京成電鐵
- 千原台站PDF - 京成電鐵